# K.Diggenahalli, Arsikere
K.Diggenahalli là một làng thuộc tehsil Arsikere, huyện Hassan, bang Karnataka, Ấn Độ.